# Pfarrkirche Krakauebene

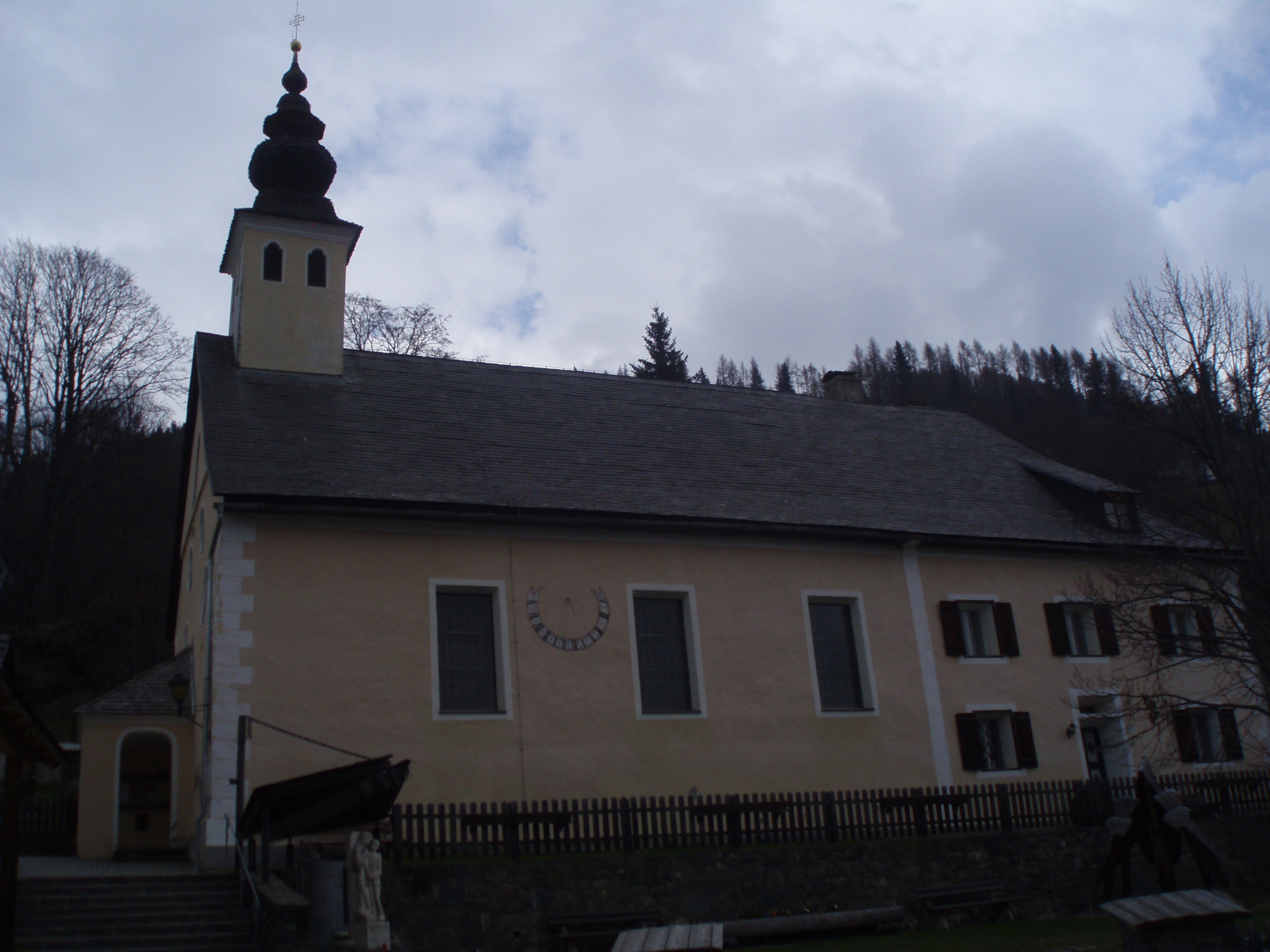
Katholische Pfarrkirche hl. Ulrich in Krakauebene

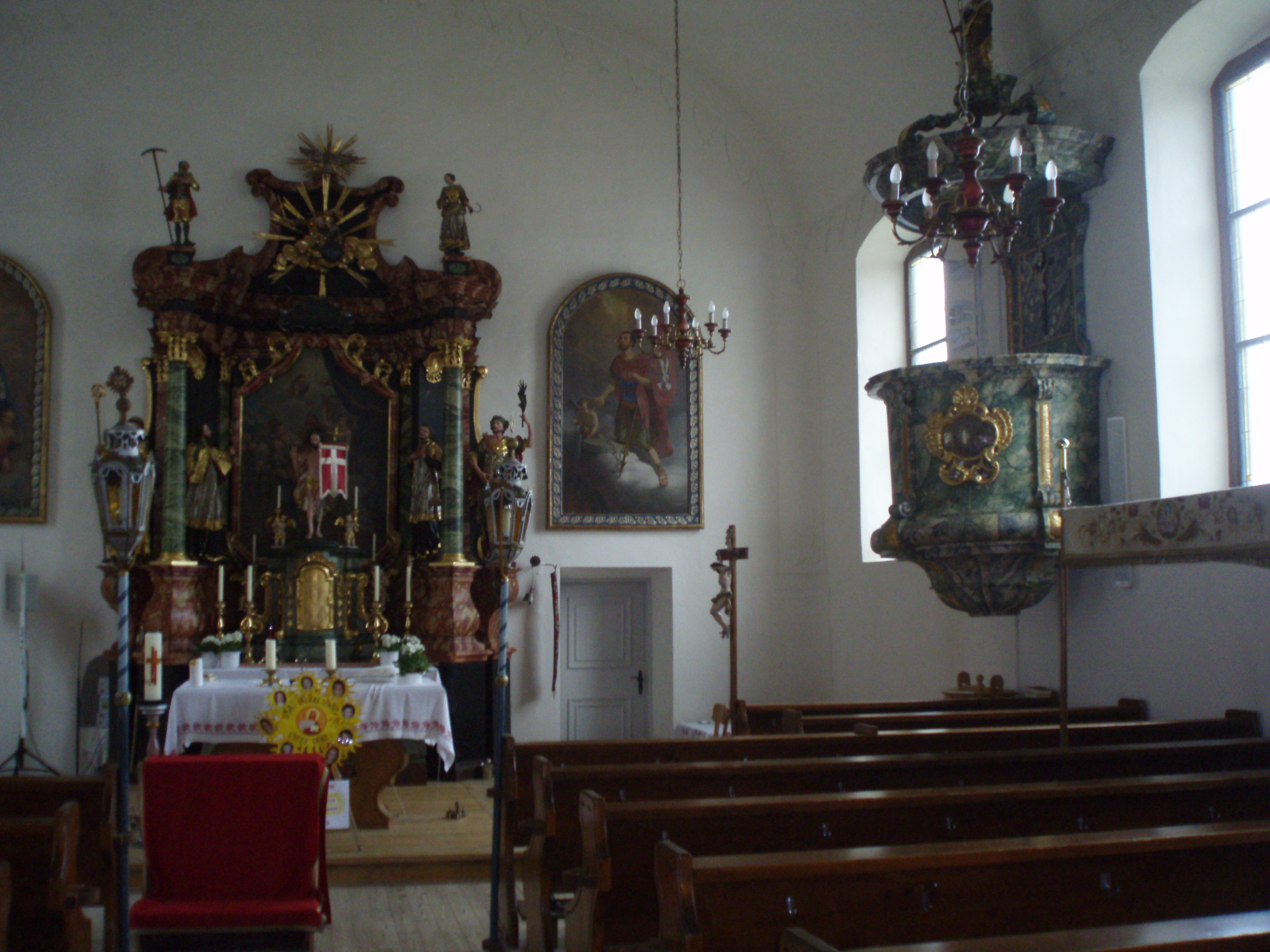
Im Saalraum zur Altarwand

Die Pfarrkirche Krakauebene steht in einer Hanglage in Krakauebene in der Gemeinde Krakau im Bezirk Murau in der Steiermark. Die dem heiligen Ulrich von Augsburg geweihte römisch-katholische Pfarrkirche gehört zum Dekanat Murau in der Diözese Graz-Seckau. Die Kirche mit dem Pfarrhof und Friedhof stehen unter Denkmalschutz (Listeneintrag).

## Geschichte
Die Kirche wurde von 1790 bis 1793 durch den Maurermeister Lorenz Ferner erbaut. Die Kirche wurde 1975 innen restauriert.

## Architektur
Der Kirchenbau steht mit dem östlich angebauten dreiachsigen Pfarrhof unter einem gemeinsamen Satteldach. Der Dachreiter über der Westfront trägt Zwiebel und Laterne.
Das Langhaus mit Rechteckfenstern hat eine hölzerne Flachtonne aus 1975 mit Lambrequingesimsleisten, flache Wandpilaster teilen in drei Joche. Die hölzerne Westempore ist aus 1975.

## Ausstattung
Der Hochaltar, wohl auf die Fassung bezogen mit 1750 datiert, trägt Statuen von Balthasar Prandtstätter um 1740.
Die Orgel in barocker Tradition baute 1867 Ludwig Mooser. Eine Glocke ist aus dem 15. Jahrhundert.